# Le Faiseur (film, 1936)
Pour les articles homonymes, voir Le Faiseur (homonymie).
Pour plus de détails, voir Fiche technique et Distribution.
Le Faiseur est un film français réalisé par André Hugon, sorti en 1936 adapté de la pièce de théâtre d'Honoré de Balzac, Le Faiseur, ou Mercadet le faiseur.

## Synopsis
Un homme d'affaires au bord de la faillite, Mercadet, est harcelé par ses créanciers. Pour les faire patienter, il s'invente un associé fictif, Godeau, parti faire fortune aux Indes et qui devrait revenir chargé d'or. Le cœur de l'intrigue est donc ce fameux Godeau que l'on passe son temps à attendre, et qui ne vient jamais. En attendant Godeau, Mercadet a une riche idée : marier sa fille Julie à monsieur de la Brive qu'il croit très riche.

## Fiche technique
- Réalisation : André Hugon
- Scénario : Georges Fagot d'après la pièce de théâtre d'Honoré de Balzac
- Photographie : Marc Bujard
- Décors : Robert-Jules Garnier et Armand Bonamy
- Société de production : Les Productions André Hugon
- Pays de production :  France
- Format :  son mono – noir et blanc
- Genre : Comédie
- Durée : 66 minutes
- Date de sortie :
  - France – 21 août 1936

## Distribution
- Paul Pauley : Mercadet
- Janine Borelli : Julie Mercadet
- Philippe Janvier : monsieur de la Brive
- Alexandre Mihalesco : Violette
- Elmire Vautier : madame Mercadet
- Armand Larcher : Minard
- Jean Toulout : Berchut